# Dar'ja Trubnikova
Dar'ja Sergeevna Trubnikova (in russo Дарья Сергеевна Трубникова?; Tambov, 1º gennaio 2003) è una ginnasta russa.

## Carriera

### Junior
Entra a far parte del team nazionale russo nel 2016.
Nel 2017 partecipa al Grand Prix di Holon, dove vince la gara a team con Anastasija Sergeeva, Julija Kutlaeva e Anna Štraško e l'oro alle clavette. Vince la gara nazionale "Speranze della Russia" davanti a Darija Sergaeva e Polina Šmatko. Al Grand Prix di Brno vince l'oro nell'all-around, al cerchio, alle clavette e al nastro. Ai giochi russo-cinesi arriva terza nell'all-around dietro a Lala Kramarenko e Darija Sergaeva, vince l'oro a cerchio e clavette e l'argento a palla e nastro.
Nel 2018 arriva terza ai Nazionali Russi dietro a Lala Kramarenko e Darija Sergaeva. Partecipa al Grand Prix di Kiev, dove vince tre finali su quattro. Ai Campionati Europei Juniores di Guadalajara vince l'oro nella gara a team e alle clavette. Ai Giochi Olimpici Giovanili Estivi di Buenos Aires vince due ori nell'all-around e nella gara a sport misti.

### Senior
Nel 2019 partecipa al Grand Prix di Mosca. Alla sua prima World Challenge Cup, quella di Cluj-Napoca, arriva quinta nell'all-around, seconda alla palla, quarta alle clavette e ottava al nastro.

## Palmarès

### Campionati olimpici giovanili estivi
| Anno | Città        | Risultato | Specialità  |
| ---- | ------------ | --------- | ----------- |
| 2018 | Buenos Aires | Oro       | All-Around  |
| 2018 | Buenos Aires | Oro       | Sport Misti |

### Campionati europei juniores
| Anno | Città       | Risultato | Specialità |
| ---- | ----------- | --------- | ---------- |
| 2018 | Guadalajara | Oro       | Clavette   |
| 2018 | Guadalajara | Oro       | Team       |

### Coppa del mondo
| Anno | Città       | Risultato | Specialità |
| ---- | ----------- | --------- | ---------- |
| 2019 | Cluj-Napoca | Argento   | Palla      |